# Ruta de Illinois 146
La Ruta de Illinois 146, y abreviada IL 146 (en inglés: Illinois Route 146) es una carretera estatal estadounidense ubicada en el estado de Illinois. La carretera inicia en el oeste desde la MO 34  , MO 74   en Cape Girardeau hacia el este en la IL 1     en Cave-in Rock. La carretera tiene una longitud de 149,6 km (92.93 mi).

## Mantenimiento
Al igual que las autopistas interestatales, y las rutas federales y el resto de carreteras estatales, la Ruta de Illinois 146 es administrada y mantenida por el Departamento de Transporte de Illinois por sus siglas en inglés IDOT.